# Provinz Eliodoro Camacho
Eliodoro Camacho ist eine von zwanzig Provinzen des Departamento La Paz im Hochland des südamerikanischen Anden-Staates Bolivien und liegt im westlichen Teil des Departamentos.

## Lage
Die Provinz liegt auf dem bolivianischen Altiplano am östlichen Ufer des Titicacasees und grenzt im Nordwesten an die Republik Peru, im Westen an den Titicacasee, im Süden an die Provinz Omasuyos, im Osten an die Provinz Muñecas und im Norden an die Provinz Bautista Saavedra.
Die Provinz erstreckt sich zwischen etwa 15° 14' und 15° 54' südlicher Breite und 68° 52' und 69° 19' westlicher Länge, sie misst von Norden nach Süden 75 Kilometer, von Westen nach Osten 40 Kilometer.

## Bevölkerung
Die Einwohnerzahl der Provinz Eliodoro Camacho ist in den vergangenen drei Jahrzehnten um knapp ein Fünftel angestiegen:
| Jahr | Einwohner | Quelle       |
| ---- | --------- | ------------ |
| 1992 | 534 87    | Volkszählung |
| 2001 | 57 745    | Volkszählung |
| 2012 | 53 747    | Volkszählung |
| 2024 | 63 266    | Volkszählung |

Der Alphabetisierungsgrad in der Provinz beträgt 73,0 Prozent, die Säuglingssterblichkeit 6,8 Prozent. (2001)
47,5 Prozent der Bevölkerung sprechen Spanisch, 94,7 Prozent sprechen Aymara, und 0,2 Prozent Quechua. (2001)
86,4 Prozent der Bevölkerung haben keinen Zugang zu Elektrizität, 82,4 Prozent leben ohne sanitäre Einrichtung (2001).
47,8 Prozent der Haushalte besitzen ein Radio, 3,6 Prozent einen Fernseher, 17,4 Prozent ein Fahrrad, 0,6 Prozent ein Motorrad, 0,6 Prozent einen PKW, 0,2 Prozent einen Kühlschrank, 0,2 Prozent ein Telefon.
86,2 Prozent der Einwohner sind katholisch, 12,9 Prozent sind evangelisch (1992).

## Gliederung
Die Provinz Eliodoro Camacho gliederte sich bis 2009 in drei Verwaltungsbezirke (bolivianisch: Municipios), bei der letzten Volkszählung von 2012 bestand sie aus fünf Municipios:
- 02-0401 Municipio Puerto Acosta – 13.940 Einwohner
- 02-0402 Municipio Mocomoco – 17.653 Einwohner
- 02-0403 Municipio Puerto Carabuco – 17.248 Einwohner
- 02-0404 Municipio Humanata – 5.615 Einwohner
- 02-0405 Municipio Escoma – 8.810 Einwohner

## Ortschaften in der Provinz Eliodoro Camacho
- Municipio Puerto Acosta
  - Puerto Acosta 1359 Einw.

- Municipio Mocomoco
  - Mocomoco 505 Einw. – Cajcachi 405 Einw. – Tajani 347 Einw. – Italaque 346 Einw. – Yocarhuaya 325 Einw. – Machacamarca 243 Einw. – Pacobamba 195 Einw. – Pacaures 156 Einw. – Canllapampa 118 Einw.

- Municipio Puerto Carabuco
  - Chaguaya 794 Einw. – Quilima 655 Einw. – Chuani 558 Einw. – Puerto Carabuco 555 Einw. – Yaricoa Alto 266 Einw. – Yaricoa Bajo 249 Einw.

- Municipio Humanata
  - Quillihuyo 491 Einw. – Humanata 426 Einw.

- Municipio Escoma
  - Escoma 1162 Einw. – Challapata Grande 669 Einw. – Cala Cala 508 Einw. – Villa Puni 413 Einw. – Ullachapi Primero 394 Einw. – Ullachapi Segundo 224 Einw. – Challapata Belén 176 Einw.